# تیرکش دروازه قلعه
تیرکِش دروازه قلعه (فرانسوی: mâchicoulis‎) یک نوع مزغَل محوطه بالای دروازه و برج دفاعی قلعه است. تیرکِش‌ها دارای دیواره کنگره‌ای و دهانه باز در کف بودند که برای فروریختن روغن داغ، سُرب و قیر مذاب بر سر مهاجمین در هنگام محاصره و هجوم به برج و باروی قلعه کارایی بسیار مفیدی داشت. اغلب اوقات این شیوه و تاکتیک تلفات و خسارات سنگینی بر جای می‌گذاشت. تیرکش‌ها در اصل جزو استحکامات دیوار تدافعی محسوب می‌شوند.

## نگارخانه

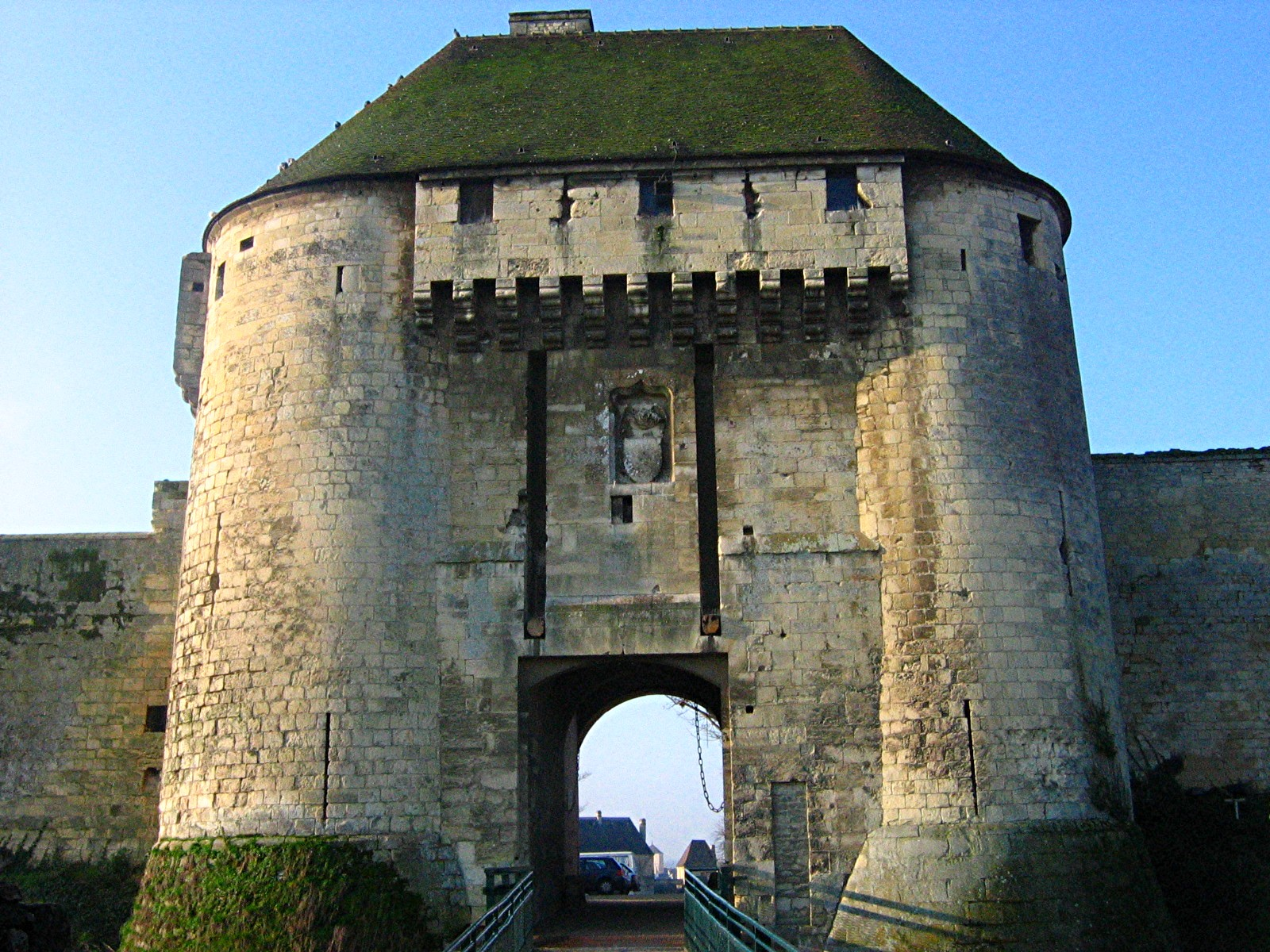
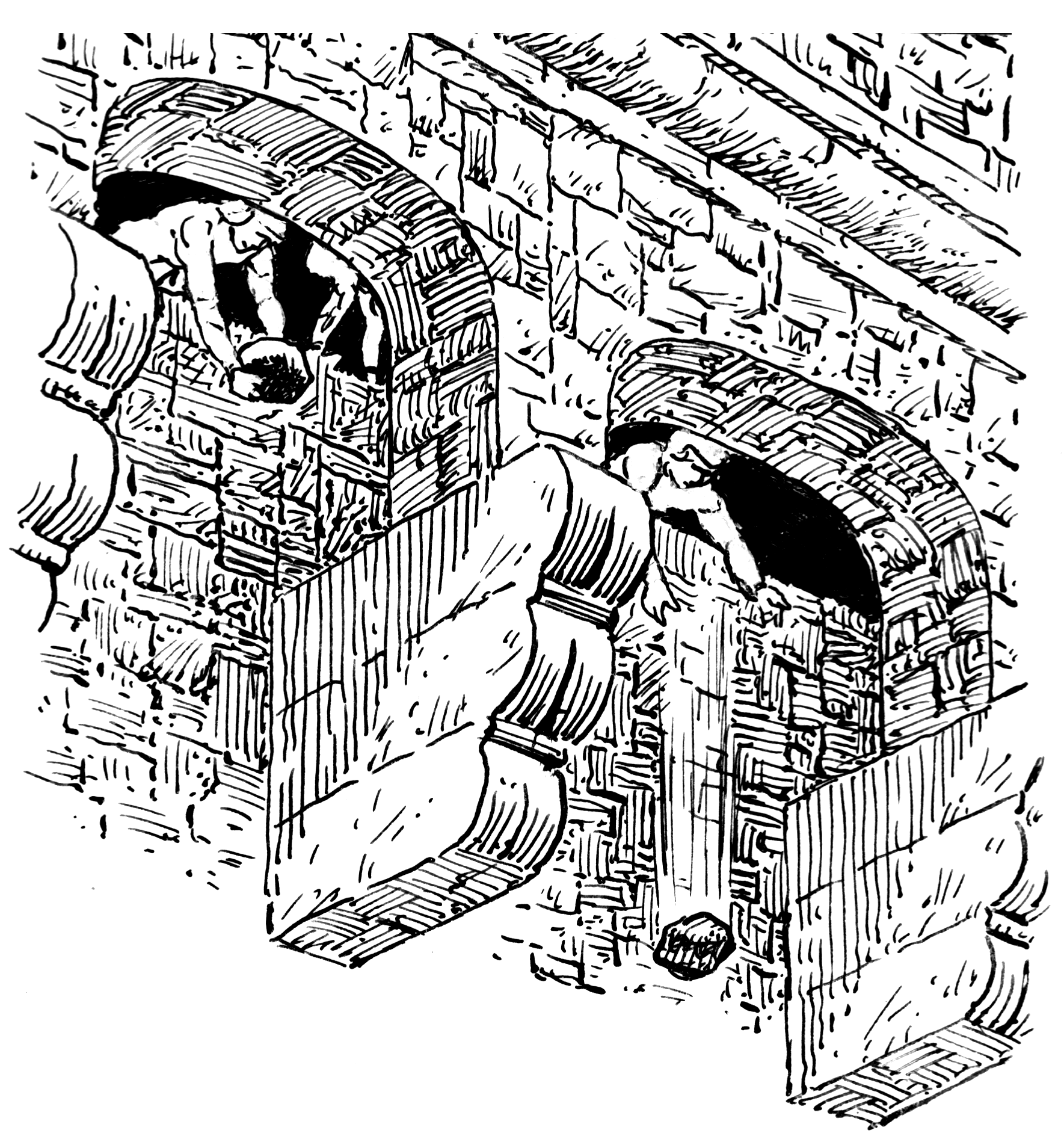
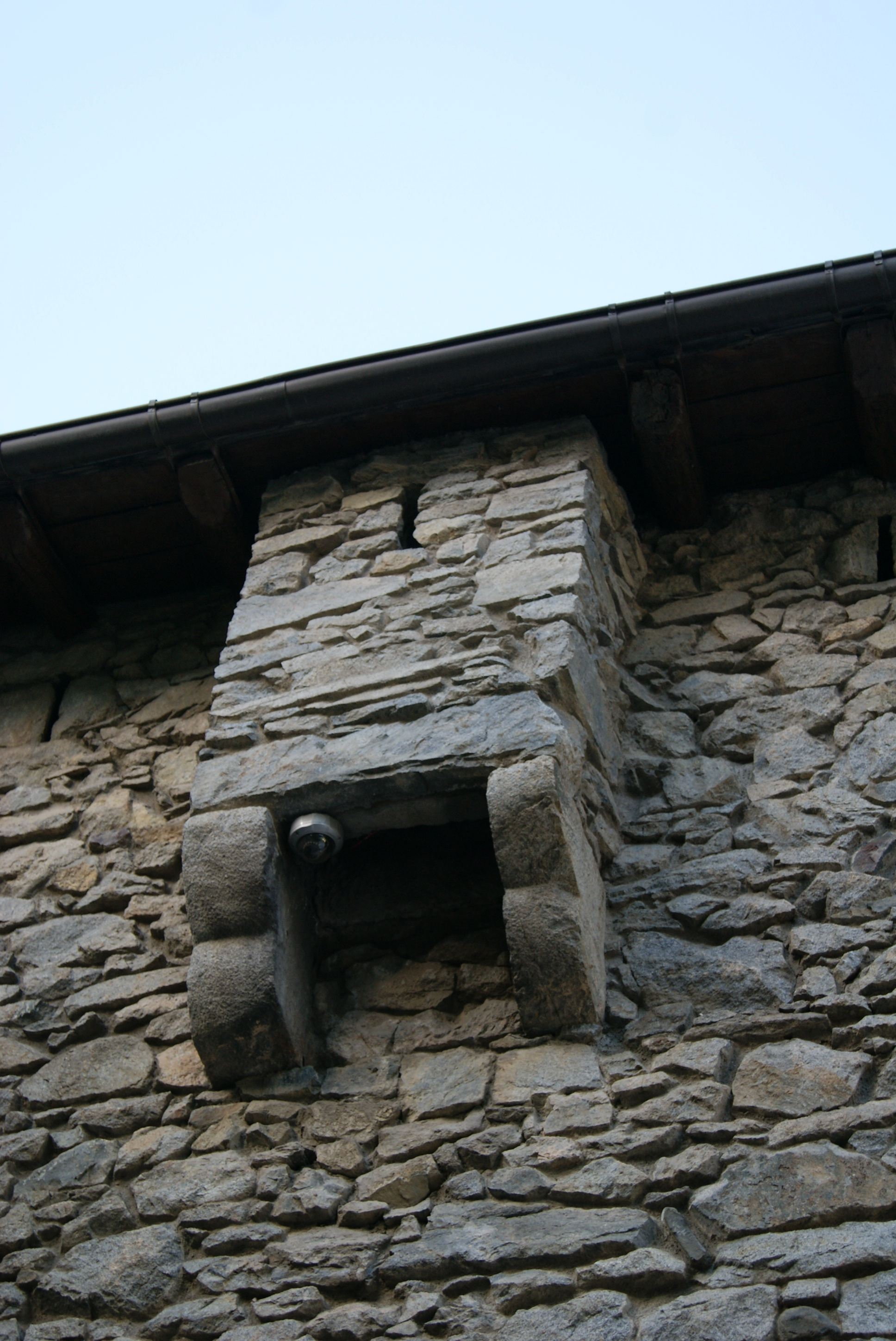
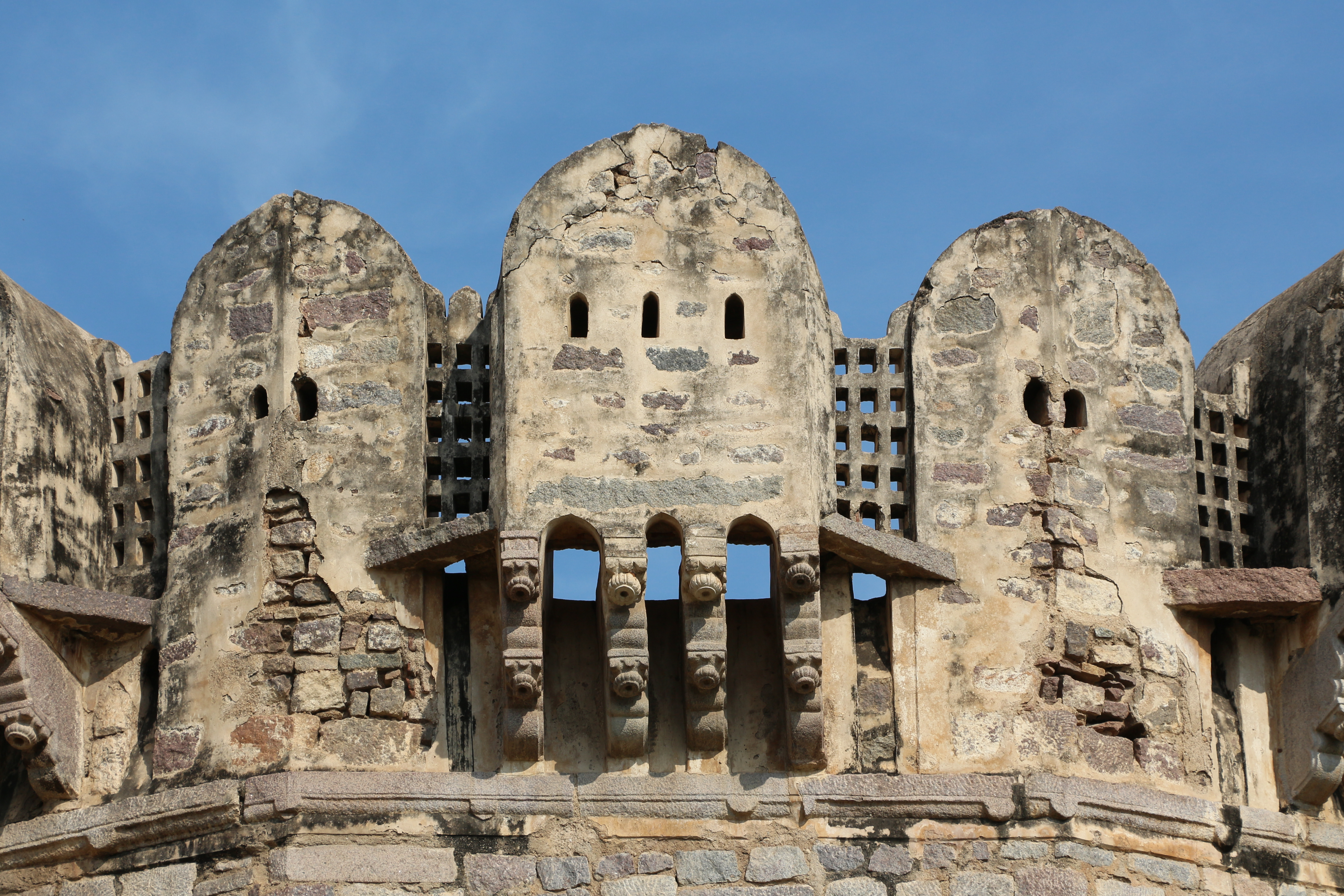
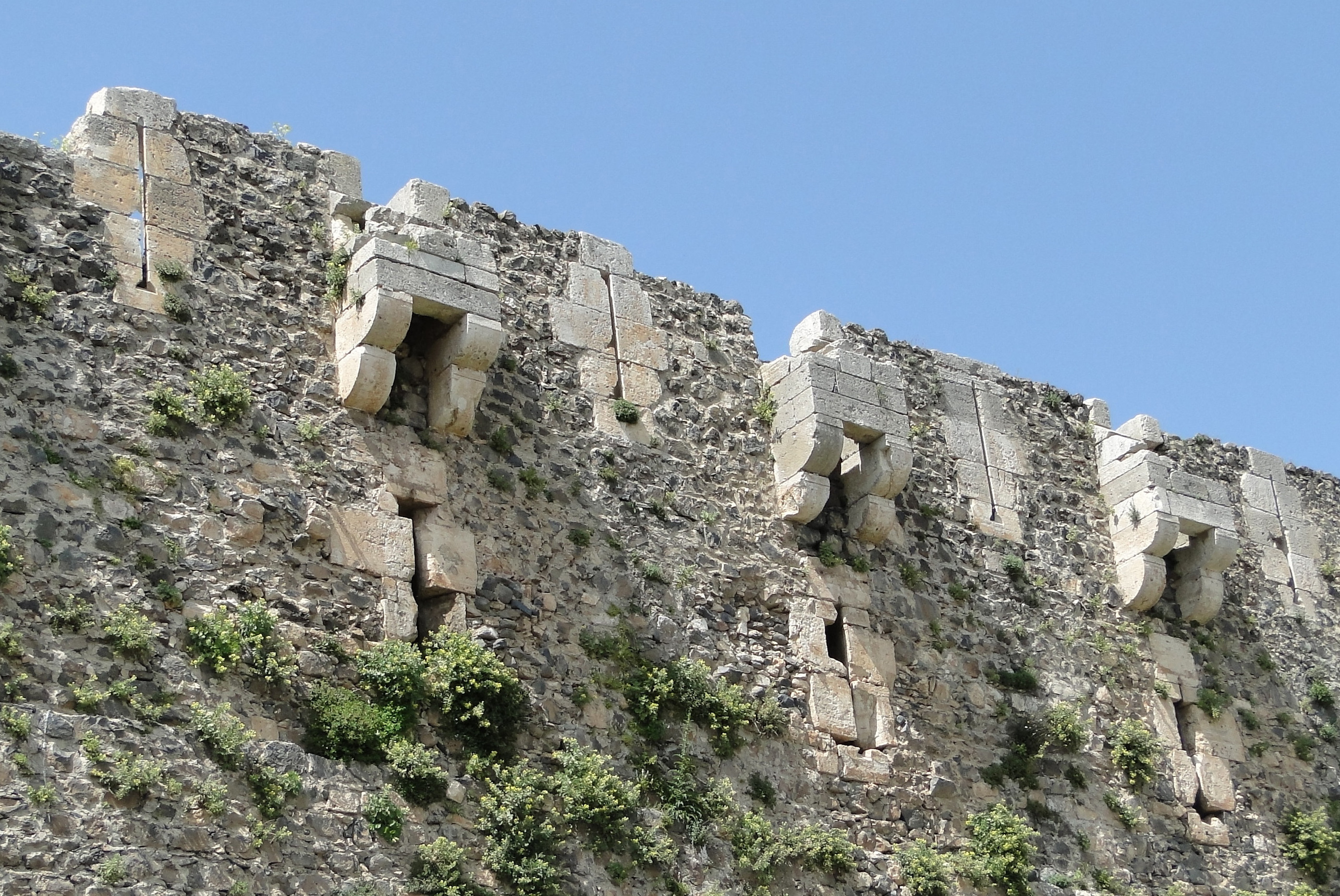
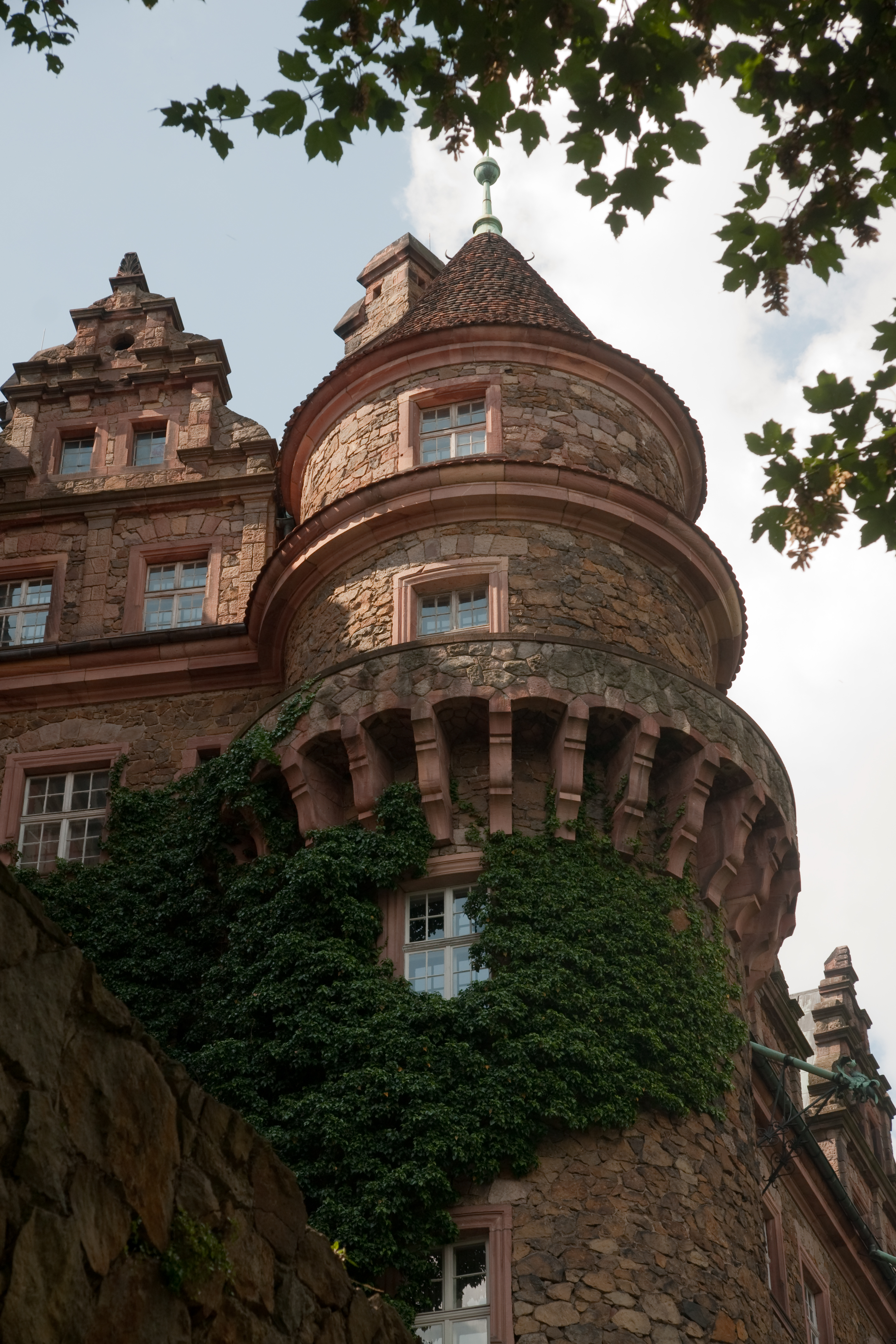
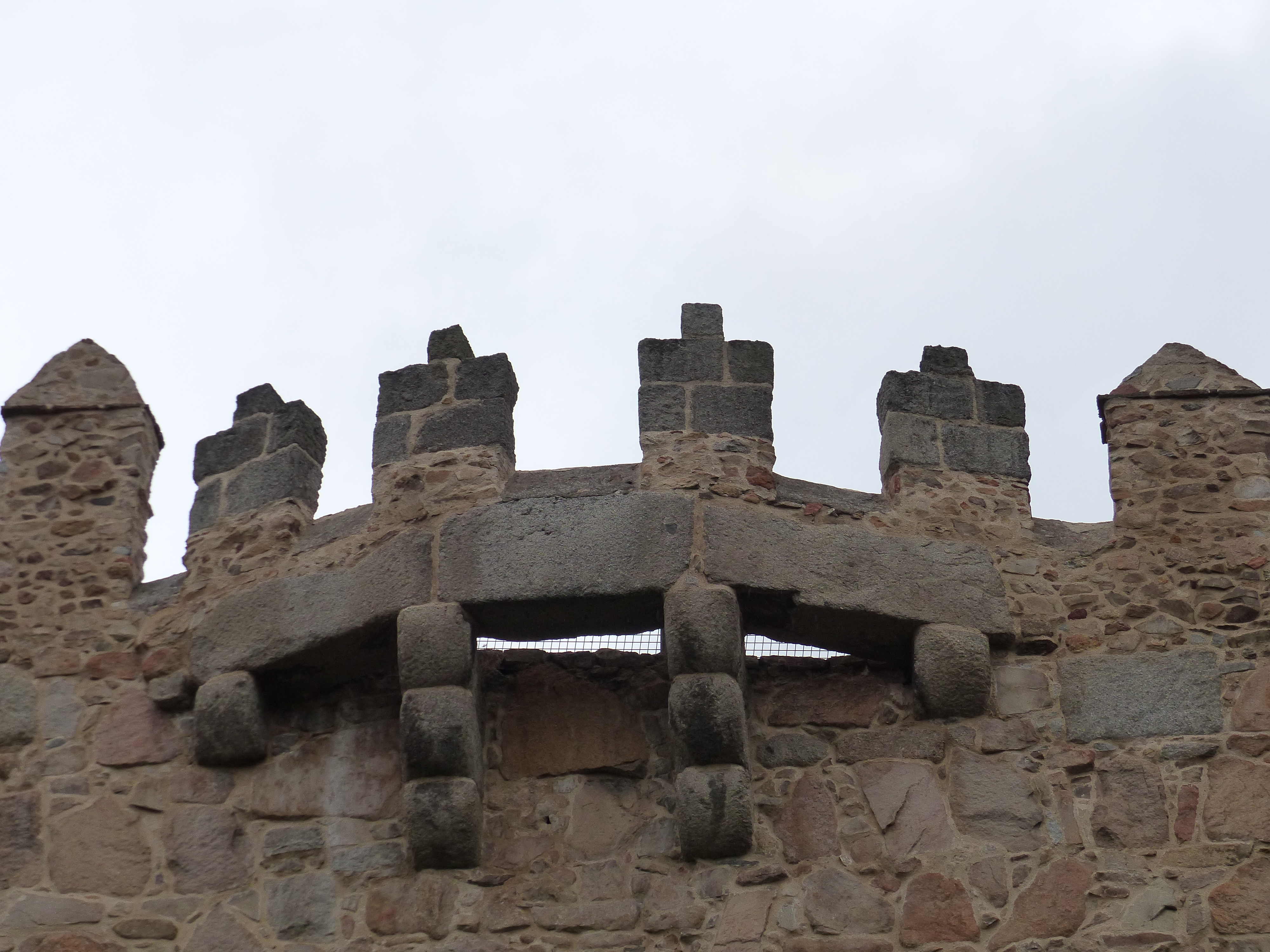